# Malenice
Malenice falu és önkormányzat (obec) Csehország Dél-csehországi kerületének Strakonicei járásában. Területe 9,86 km², lakosainak száma 652 (2008. 12. 31). A falu Strakonicétől mintegy 16 km-re délre, České Budějovicétől 47 km-re nyugatra, és Prágától 114 km-re délre fekszik.
A település első írásos említése 1318-ből származik.

## Az önkormányzathoz tartozó települések
- Malenice
- Straňovice
- Zlešice

## Látnivalók
- Szent Jakab templom.
- Szent Václav kápolna.

## Népesség
A település népessége az elmúlt években az alábbi módon változott:
| Lakosok száma | 810  | 848  | 901  | 629  | 588  | 656  | 669  | 689  | 690  | 697  |
|               | 1869 | 1900 | 1921 | 1961 | 1980 | 2011 | 2016 | 2019 | 2021 | 2024 |